# Angelica Freitas
Angélica Freitas (Pelotas, 8 de abril de 1973) es una poeta y traductora brasileña.  

## Biografía
Freitas nació en Pelotas, Río Grande del Sur, en 1973. Se graduó en periodismo en la Universidad Federal de Rio Grande del Sur (UFRGS), y vivió por algún tiempo en Porto Alegre. Más tarde se mudó a São Paulo, donde trabajó como reportera para el periódico O Estado de S. Paulo y la revista Informática Hoje.    
Dejó Brasil en 2006, y después de haber vivido  en los Países Bajos, Bolivia y Argentina regresó a su lugar de nacimiento, Pelotas. Actualmente, reside en Berlín.   
Los volúmenes de poesía de Freitas se han publicado en varios países, incluidas ediciones bilingües en Alemania. Ha participado en festivales como el Festival de Poesía de Berlín o la Festa Literária Internacional de Paraty de Brasil. 

## Literatura
Angélica Freitas publicó sus poemas por primera vez en una antología de poesía brasileña publicada en Argentina, titulada Cuatro poetas recientes del Brasil (Buenos Aires : Black & Vermelho, 2006), organizada y traducida por el poeta argentino Cristian De Nápoli. Ese mismo año, participó de lecturas públicas de sus poemas en São Paulo, en la Casa das Rosas y en el Festival de Poesía Latinoamericana de Buenos Aires.  
Su primer libro de poemas fue Rilke Shake (São Paulo: Cosac Naify, 2007), que es parte de la colección de poesía contemporánea  "Ás de colete", dirigida por el poeta Carlito Azevedo. La edición en inglés de Rilke Shake (traducida por Hillary Kaplan) ganó el premio al mejor libro traducido por poesía en 2016.
La poesía de Freitas ha sido publicada en Francia, Alemania, México, España y Estados Unidos. Sus poemas han sido publicados en varias revistas impresas y digitales como Inimigo Rumor (Río de Janeiro, Brasil), Diário de Poesía (Buenos Aires / Rosário, Argentina), águas furtadas (Lisboa, Portugal), Hilda (Berlín, Alemania) y Aufgabe (Nueva York, Estados Unidos). 
En 2012 su libro um útero é do tamanho de um punho fue finalista en 2013 Prêmio Portugal Telecom. Este libro ha llamado la atención de la crítica, entre otras cosas, por su uso de sus "collages de Google" en donde selecciona y recompone el idioma que encuentra en línea a través de las búsquedas de Google en portugués e inglés.

## Obra
Poesía
- Rilke Shake (São Paulo: Cosac Naify, 2007)
- um útero é do tamanho de um punho (São Paulo: Cosac Naify, 2013). En España editado en versión bilingüe por kriller71 (2016)

Cómic
- Guadalupe con Odyr Bernardi (España: Cicely, 2019)

Como editora
- Revista Modo de Usar & Co. (Río de Janeiro: Livraria Berinjela, 2007)
- Revista Modo de Usar & Co. 2 (Río de Janeiro: Livraria Berinjela, 2009)

En antología
- Ghost Fishing: An Eco-Justice Poetry Anthology (University of Georgia Press, 2018) - Estados Unidos de América
- Otra línea de fuego: quince poetas brasileñas ultracontemporaneas . Org. Heloísa Buarque de Hollanda. (Diputación Provincial de Málaga, 2009) - España
- VERS Schmuggel / Contrabando de Versos (Berlín: Das Wunderhorn / São Paulo: Editora 34, 2009) - Alemania
- El libro de los gatos (Buenos Aires: Bajo la Luna, 2009) - Argentina
- Una Poesia Andando. 13 poetas do Brasil (Lisboa: Cotovia, 2008) - Portugal
- Skräp-poesi: antología bilingüe en español y sueco (Malmö: ed. POESIA con C, 2008) - Suecia
- Natiunea Poetilor (Suceava: ed. Musatini, 2008) - Rumania
- Poesía-añicos y sonares híbridos. Doce poetas latinoamericanos (Berlín: SuKulTur, 2007) - Alemania
- Caos Portátil (Ciudad de México: ed. El Billar de Lucrecia, 2007) - México
- Cuatro Poetas Recientes del Brasil (Buenos Aires: Black & Vermelho, 2006) - Argentina - ISBN 9872222320
- Poemas no ônibus (Porto Alegre: Secretaria Municipal da Cultura, 2002) - Brasil - ISBN 393773774X